# Muppety (serial telewizyjny)
Muppety (ang. The Muppets) – amerykański komediowy serial telewizyjny wyprodukowany przez ABC Studios i The Muppets Studio. Twórcami serialu są Bill Prady oraz Bob Kushell. Premierowy odcinek serialu został wyemitowany 22 września 2015 roku przez ABC. W Polsce emitowany od 8 listopada 2015 roku przez TV Puls. Wyemitowano wówczas 10 odcinków. Pozostałe odcinki emitowano od 9 kwietnia 2017 roku na stacji Fox Comedy
13 maja 2016 roku, stacja ABC ogłosiła zakończenie produkcji serialu po 1 sezonie.

## Fabuła
Serial utrzymany jest w konwencji mockumentu i przedstawia osobiste oraz zawodowe życie muppetów podczas produkcji fikcyjnego talk-show Panna Piggy Show, prowadzonego przez Pannę Piggy i emitowanego na kanale ABC po Jimmy Kimmel Live!

## Obsada

### Role główne
| Rola              | Głos w wersji oryginalnej | Głos w wersji polskiej  |
| ----------------- | ------------------------- | ----------------------- |
| Kermit Żaba       | Steve Whitmire            | Michał Zieliński        |
| Rizzo             | Steve Whitmire            | Michał Zieliński        |
| Statler           | Steve Whitmire            | Grzegorz Pawlak         |
| Lips              | Steve Whitmire            | Grzegorz Kwiecień       |
| Pipeta            | Steve Whitmire            | Barbara Garstka         |
| Panna Piggy       | Eric Jacobson             | Michał Zieliński        |
| Orzeł Sam         | Eric Jacobson             | Jerzy Dominik           |
| Fozzie            | Eric Jacobson             | Jarosław Boberek        |
| Zwierzak          | Eric Jacobson             | Jarosław Boberek        |
| Gonzo             | Dace Goelz                | Jarosław Boberek        |
| Bunsen Melonowicz | Dace Goelz                | Michał Meyer            |
| Waldorf           | Dace Goelz                | Jarosław Boberek        |
| Statler           | Dace Goelz                | Grzegorz Pawlak         |
| Zoot              | Dace Goelz                | Grzegorz Pawlak         |
| Doktor Ząb        | Bill Barretta             | Grzegorz Pawlak         |
| Pepé              | Bill Barretta             | Michał Zieliński        |
| Szwedzki Kucharz  | Bill Barretta             | Michał Meyer            |
| Rowlf             | Bill Barretta             | Grzegorz Pawlak         |
| Bobo              | Bill Barretta             | Paweł Szczesny          |
| Walter            | Peter Linz                | Jacek Bończyk           |
| Scooter           | David Rudman              | Waldemar Barwiński      |
| Janice            | David Rudman              | Julia Kołakowska-Bytner |
| Becky             | Riki Lindhome             | Julia Kołakowska-Bytner |
| Floyd Pepper      | Matt Vogel                | Wojciech Paszkowski     |
| Zdechlak          | Matt Vogel                | Jakub Szydłowski        |
| Słitaśny          | Matt Vogel                | Cezary Kwieciński       |

### Występy gościnne
- Topher Grace
- Elizabeth Banks (dubbing: Marta Markowicz)
- Imagine Dragons
- Laurence Fishburne (dubbing: Grzegorz Kwiecień)
- Jay Leno (dubbing: Wojciech Paszkowski)
- Josh Groban (dubbing: Kamil Pruban)
- Lea Thompson (dubbing: Barbara Garstka)
- Christina Applegate (dubbing: Agata Pruchniewska)
- Liam Hemsworth (dubbing: Jan Aleksandrowicz-Krasko)
- Ed Helms (dubbing: Kamil Pruban)
- Nick Offerman (dubbing: Marek Robaczewski)
- Reese Witherspoon (dubbing: Marta Dylewska)
- Kristin Chenoweth (dubbing: Barbara Melzer)
- Jason Bateman (dubbing: Kamil Kula)
- Chelsea Handler (dubbing: Monika Węgiel-Jarocińska)
- Joseph Gordon-Levitt (dubbing: Piotr Bajtlik)
- Ian Ziering (dubbing: Artur Kaczmarski)
- Jack White (dubbing: Przemysław Niedzielski)

## Odcinki
| Sezon | Sezon | Odcinki | Oryginalna emisja | Oryginalna emisja | Oryginalna emisja | Oryginalna emisja | Oryginalna emisja |
| Sezon | Sezon | Odcinki | Premiera sezonu   | Finał sezonu      | Premiera sezonu   | Finał sezonu      |                   |
| ----- | ----- | ------- | ----------------- | ----------------- | ----------------- | ----------------- | ----------------- |
|       | 1     | 16      | 22 września 2015  | 1 marca 2016      | 8 listopada 2015  | 23 kwietnia 2017  |                   |

### Sezon 1 (2015-2016)
| Nr | #  | Tytuł                       | Tytuł polski                   | Reżyseria       | Scenariusz                                                    | Premiera             | Premiera w Polsce |
| --- | -- | --------------------------- | ------------------------------ | --------------- | ------------------------------------------------------------- | -------------------- | ----------------- |
| 0 | 0  | First Look Presentation     |                                | Randall Einhorn | Bill Prady, Bob Kushell                                       | 21 lipca 2015        |                   |
| Dziesięciominutowy odcinek prezentowany na San Diego Comic-Conie, a następnie dostępny w serwisie YouTube do momentu premiery pierwszego odcinka w telewizji. Występy gościnne: Topher Grace, Elizabeth Banks, Margo Harshman, Jere Burns, Meagen Fay. |    |                             |                                |                 |                                                               |                      |                   |
| 1 | 1  | Pig Girls Don't Cry (Pilot) | Płacz i zgrzytanie świń        | Randall Einhorn | Bill Prady, Bob Kushell                                       | 22 września 2015     | 8 listopada 2015  |
| Panna Piggy, prowadząca program Panna Piggy Show, jest zdenerwowana na Kermita, który nie radzi sobie jako jego producent wykonawczy, a dodatkowo zatrudnił znienawidzoną przez nią Elizabeth Banks jako gwiazdę najbliższego odcinka. W międzyczasie Fozzie ma poznać rodziców swojej dziewczyny Becky, którzy nie są zadowoleni z tego, że ich córka spotyka się z misiem. Występy gościnne: Elizabeth Banks, Tracy Anderson, Tom Bergeron, Imagine Dragons, Riki Lindhome, Meagen Fay, Jere Burns. |    |                             |                                |                 |                                                               |                      |                   |
| 2 | 2  | Hostile Makeover            | To człowiek tworzy metamorfozy | Randall Einhorn | Bill Prady, Bob Kushell                                       | 29 września 2015     | 8 listopada 2015  |
| Kermit, próbując poprawić nastrój Piggy, swata ją z Joshem Grobanem, ten jednak ma własne pomysły na prowadzenie programu. Bobo próbuje nakłonić inne muppety i pracowników programu do kupowania ciasteczek od jego córki. Fozzie zostaje zaproszony na przyjęcie do domu Jaya Leno, z którego zabiera paterkę należącą wcześniej do George’a Carlina. Występy gościnne: Josh Groban, Laurence Fishburne, Jay Leno, Lea Thompson, Reza Aslan.                                                        |    |                             |                                |                 |                                                               |                      |                   |
| 3 | 3  | Bear Left Then Bear Write   | Niedźwiedzia przysługa         | Randall Einhorn | Dave Caplan, Gregg Mettler, Nell Scovell, Steve Rudnick       | 6 października 2015  | 15 listopada 2015 |
| Kermit, nie chcąc powiedzieć Fozziemu wprost, że napisał do Panna Piggy Show beznadziejny skecz, nieumyślnie przekonuje go do porzucenia programu i rozpoczęcia kariery scenarzysty. Panna Piggy planuje odwet na Christinie Applegate, która upokorzyła ją na antenie. Gonzo ma spotkać się z dziewczyną poznaną na portalu randkowym, na którym jako swoje ustawił zdjęcie Liama Hemswortha. Występy gościnne: Christina Applegate, Nick Offerman, Liam Hemsworth, Chris Jai Alex.                  |    |                             |                                |                 |                                                               |                      |                   |
| 4 | 4  | Pig Out                     | Świnia na mieście              | Randall Einhorn | Bob Kushell, Dave Caplan, Gregg Mettler, Nell Scovell         | 13 października 2015 | 22 listopada 2015 |
| Panna Piggy dowiaduje się, że po zakończeniu zdjęć ekipa programu odpręża się w barze, postanawia więc wmanipulować Kermina w zaproszenie jej, żeby mogła odmówić. Statler trafia do szpitala, kiedy zostaje nieumyślnie postrzelony przez Fozziego z pistoletu na T-shirty. Sam błędnie zakłada, że interesuje się nim Janice. Występ gościnny: Ed Helms. |    |                             |                                |                 |                                                               |                      |                   |
| 5 | 5  | Walk the Swine              | Spacer po świnie               | Randall Einhorn | Dave Caplan, Steve Rudnick, Gregg Mettler, Nell Scovell       | 27 października 2015 | 29 listopada 2015 |
| Spór Panny Piggy z Reese Witherspoon, która zgarnęła jej sprzed nosa główną rolę żeńską w Spacerze po linie, przybiera na sile, kiedy obie zgłaszają się jako wolontariuszki Habitat for Humanity. Becky boczy się na Fozziego, ponieważ ten opowiada o niej kawały. Występy gościnne: Reese Witherspoon, Riki Lindhome. |    |                             |                                |                 |                                                               |                      |                   |
| 6 | 6  | The Ex-Factor               | Ex-Factor                      | Randall Einhorn | Nell Scovell, Emily Wilson, Bob Kushell, Steve Rudnick        | 3 listopada 2015     | 5 grudnia 2015    |
| Zespół Elektryczna Masakra mierzy się z problemami, kiedy Kristin Chenoweth postanawia z nimi zagrać. Kermit prosi Piggy o radę co kupić Denise na urodziny. Występy gościnne: Kristin Chenoweth, Stacey Moseley. |    |                             |                                |                 |                                                               |                      |                   |
| 7 | 7  | Pig's in a Blackout         | Świnia w ciemności             | Matt Sohn       | Steve Rudnick, Emily Wilson                                   | 10 listopada 2015    | 12 grudnia 2015   |
| Po serii incydentów na planie i po odwołaniu występu w show przez Patricka Dempsey’ego, Kermit słabnie i za namową Piggy i Denise bierze wolne, przekazując swoje obowiązki Scooterowi. Ten jednak nie radzi sobie, mnożąc kolejne problemy. Kermitowi w wypoczynku przeszkadza Jason Bateman. Występ gościnny: Jason Bateman, Pentatonix. |    |                             |                                |                 |                                                               |                      |                   |
| 8 | 8  | Too Hot to Handler          | Miłość niejedno ma imię        | Matt Sohn       | Margee Magee, Angeli Millan, Shane Kosakowski, Franklin Hardy | 17 listopada 2015    | 2 stycznia 2016   |
| Scooter zadurza się w Chelsea Handler, która wystąpiła w programie. W międzyczasie Kermit i Denise idą na podwójną randkę z Fozziem i Becky. Występy gościnne: Chelsea Handler, Riki Lindhome. |    |                             |                                |                 |                                                               |                      |                   |
| 9 | 9  | Going, Going, Gonzo         | 3, 2, 1, Gonzo                 | Randall Einhorn | Shane Kosakowski, Franklin Hardy, Jordan Reddout, Gus Hickey  | 1 grudnia 2015       | 11 stycznia 2016  |
| Gonzo próbuje przekonać Kermita, żeby umieścić w programie popis kaskaderski, którego nigdy nie udało mu się wykonać. Słitaśny i Gonzo doprowadzają do wydarzenia, podczas którego Piggy ledwie unika wypadku, nie zniechęca jej to jednak do promowania jej nowego produktu. Scooter próbuje zmienić swój wizerunek, prosząc o pomoc Elektryczną Masakrę. Występy gościnne: Joseph Gordon-Levitt, Dave Grohl.                                                                                        |    |                             |                                |                 |                                                               |                      |                   |
| 10 | 10 | Single All the Way          | Piggy sama w domu              | Matt Sohn       | Gregg Mettler, Nell Scovell, Bob Kushell, Dave Caplan         | 8 grudnia 2015       | 18 stycznia 2016  |
| Podczas przygotowań do świątecznego odcinka programu muppety zdają sobie sprawę, że będą musiały znaleźć zastępstwo dla Mindy Kaling, która nie sprawdziła się podczas próby. Kiedy Becky zrywa z Fozziem, Piggy udziela mu porad, zaczynając zastanawiać się, czy nie powinna zacząć walczyć o swój związek z Kermitem. Występy gościnne: Mindy Kaling, Echosmith. |    |                             |                                |                 |                                                               |                      |                   |
| 11 | 11 | Swine Song                  | Świńska śpiewka                | Randall Einhorn | Gregg Mettler, Emily Wilson                                   | 2 lutego 2016        | 9 kwietnia 2017   |
| Ekipa programu wróciła z przerwy i każdy z nich jest wypoczęty i gotowy do pracy. Na planie pojawia się niejaki Pache, który chce zmienić coś w programie Panna Piggy Show. Muppety jednoczą się, aby temu zapobiec. Występy gościnne: Utkarsh Ambudkar, Jordan Peele, June Diane Raphael, Keegan-Michael Key |    |                             |                                |                 |                                                               |                      |                   |
| 12 | 12 | A Tail of Two Piggies       | Świński numer                  | Randall Einhorn | Gregg Mettler, Emily Wilson                                   | 9 lutego 2016        | 9 kwietnia 2017   |
| Panna Piggy powoduje zamieszanie, kiedy przypadkiem pokazuje swój ogon na ceremonii. Aby zmniejszyć upokorzenie, postanawia ona pokazać ogon na wizji i pokazać, że nie warto się tego wstydzić. Gonzo tęskni za swoją byłą dziewczyną, Camillą. Pepe i Rizzo, chcąc mu poprawić nastrój, doprowadzają do ich spotkania. Występy gościnne: Joan Jett, Ian Ziering |    |                             |                                |                 |                                                               |                      |                   |
| 13 | 13 | Got Silk?                   | Jedwabna świnia                | Randall Einhorn | Shane Kossakowski, Franklin Hardy                             | 16 lutego 2016       | 16 kwietnia 2017  |
| Panna Piggy zaczyna uczęszczać na zajęcia z akrobatyki powietrznej. Chce zdobyć nowych przyjaciół. W tym samym czasie inne muppety, Gonzo, Pepe i Rizzo ulegają urokowi Pache. Występy gościnne: Utkarsh Ambudkar, RuPaul, Kat Purgal, Ingrid Michaelson |    |                             |                                |                 |                                                               |                      |                   |
| 14 | 14 | Little Green Lie            | Kłamstwo ma żabie udka         | Bill Barretta   | Dave Caplan, Jordan Reddout, Gus Hickey                       | 23 lutego 2016       | 16 kwietnia 2017  |
| Kermit i Panna Piggy postanawiają udawać, że są znowu razem ze względu na duże wpływy siostrzeńca Kermita, Robina. Tymczasem Camilla rozporządza zadania dla Gonzo, Pepe i Rizzo. Muszą oni zorganizować casting na zastępcę pilota skrzydłowego. Występy gościnne: Lara Spencer |    |                             |                                |                 |                                                               |                      |                   |
| 15 | 15 | Generally Inhospitable      | Gdyby świnia nie skakała       | Randall Einhorn | Margee Magee, Angela Millan                                   | 1 marca 2016         | 23 kwietnia 2017  |
| Panna Piggy ulega wypadkowi podczas próby tanecznej, w wyniku którego łamie nogę i trafia do szpitala. Kermit postanawia zebrać ekipę i nadawać Panna Piggy Show ze szpitala. Tymczasem Pepe, Rizzo i Yolanda, którzy zostali w studiu, muszą zająć czymś Pache, by nie zepsuć programu. Występy gościnne: Utkarsh Ambudkar, Willie Nelson |    |                             |                                |                 |                                                               |                      |                   |
| 16 | 16 | Because... Love             | Bo... miłość                   | Randall Einhorn | Scott Weigner, Emily Wilson                                   | 1 marca 2016         | 23 kwietnia 2017  |
| Panna Piggy opuszcza szpital. Chce porozmawiać z Kermitem o ich związku. Kermit jest jednak niepewny, czy może wrócić do Piggy. Prosi o poradę Jacka White’a. Dzięki tym radom Kermit postanawia podjąć właściwą decyzję. Występy gościnne: Jack White |    |                             |                                |                 |                                                               |                      |                   |

## Produkcja
Pomysłodawcą przywrócenia muppetów do telewizji był Bill Prady, współtwórca i producent wykonawczy Teorii wielkiego podrywu, który jako współtwórcę i showrunnera zatrudnił Boba Kushella. Serialem o muppetach zainteresowana była platforma Netflix, ostatecznie jednak na jej realizację zdecydowała się stacja ABC.
Po zaakceptowaniu pomysłu Prady’ego i Kushella ABC zamówiła dziesięciominutowy odcinek prezentujący główne założenia serialu, który zrealizowano w Walt Disney Studios i na ostatnią chwilę dostarczono ABC. 7 maja stacja dała serialowi zielone światło na sezon telewizyjny 2015/2016. Odcinek-prezentacja, który publiczności zaprezentowano po raz pierwszy 11 lipca na Comic-Con, spotkał się z bardzo pozytywnym odbiorem, więc następnie – 21 lipca – zamieszczono go w Internecie. Podczas produkcji zdecydowano się na usunięcie zbyt antropomorficznych muppetów, takich jak „mówiące warzywa i tańczące kurczaki”.
Serial realizowany jest w disneyowskich studiach 6 i 7 kalifornijskim Burbanku, jak również w różnych miejscach Los Angeles. 29 października stacja ABC zamówiła pełną serię liczącą szesnaście odcinków.

## Odbiór

### Kontrowersje
Grupa One Million Moms (Milion Mam), odnoga konserwatywnej organizacji American Family Association, tuż po ogłoszeniu przez ABC informacji o powstaniu serialu, rozpoczęła protest, twierdząc, że nie nadaje się on na produkcję familijną i ogłosiła bojkot stacji. Muppety zostały skrytykowane również przez Parents Television Council, która podobnie jak AFA uznała, że nie spełniają one norm serialu familijnego i zaproponowała bojkot ze względu na wspominanie w serialu o operacjach plastycznych, używanie branżowego żargonu w rubaszny sposób oraz spożywanie przez muppety alkoholu. Z tego powodu stacja telewizyjna ABC zaniechała dalszej produkcji nowego serialu o Muppetach, a w Polsce TV Puls emitował tylko 10 z 16 odcinków.